# SS Doric (1923)
SS Doric byl britský parník společnosti White Star Line, jenž sloužil v letech 1922–1935.

## Služba
Doric byl druhou a poslední lodí White Star Line poháněnou parní turbínou. Vybudován byl v loděnicích Harland & Wolff v Belfastu a 8. srpna 1922 byl spuštěn na vodu. 8. června 1923 se vydal na svou první plavbu z Liverpoolu do Montrealu. Na této trase sloužil do roku 1932. Rok poté už jen křižoval na kratších linkách z a do Liverpoolu.
5. září 1935 se Doric poblíž severozápadního cípu Španělska srazil s francouzskou lodí Formigny společnosti Chargeurs Réunis. Doric poté musel být opraven ve španělském městě Vigo. Po návratu do Anglie se ale rozhodlo, že poškození byla příliš velká a loď byla prodána do šrotu ve městě Newport.